# Daniel Stocker

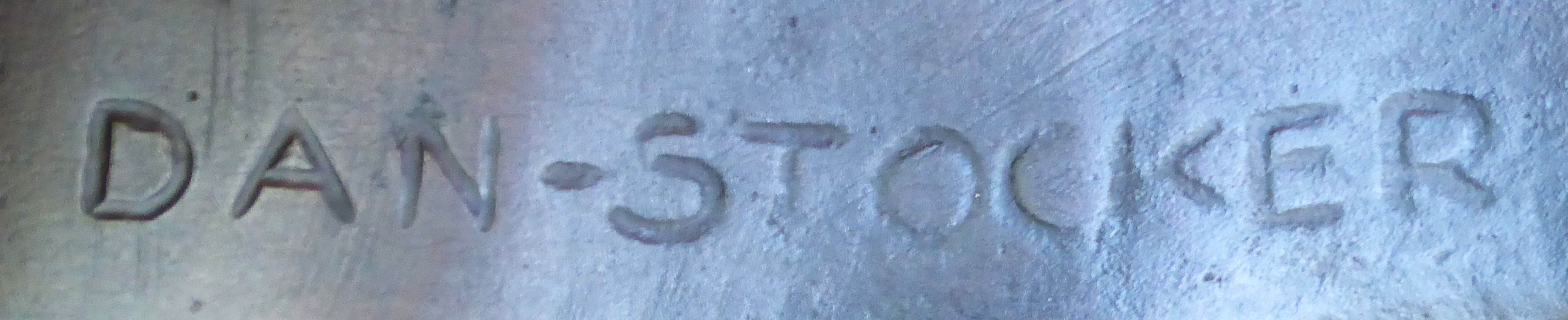
Signatur, 1905

Georg Daniel Stocker (* 9. Juli 1865 in Stuttgart; † 19. April 1957 ebenda) war ein deutscher Bildhauer.

## Leben

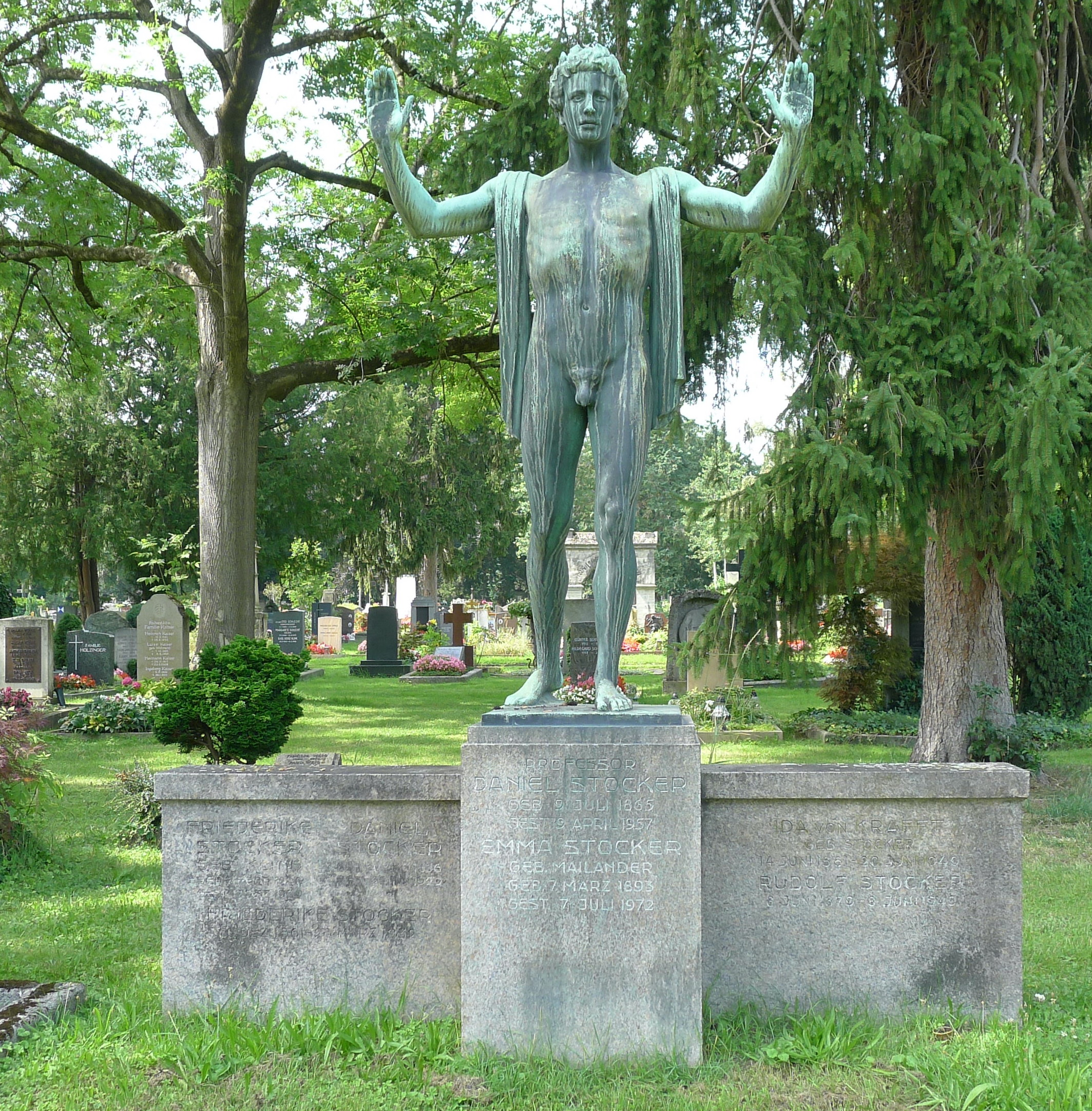
Grabmal von Daniel Stocker auf dem Stuttgarter Pragfriedhof

Daniel Stocker war Schüler an der Kunstakademie in Stuttgart bei Adolf von Donndorf.  Es folgten Studienreisen nach Italien und Frankreich.
1904 erhielt er auf der Weltausstellung in St. Louis für Sehnen die silberne Medaille. Am 11. April 1905 erhielt er Besuch von König Wilhelm II. von Württemberg mit Gemahlin.
1915 erhielt er den Titel Professor. Er war 1939, 1941 und 1942 auf der Großen Deutschen Kunstausstellung in München mit insgesamt sechs Arbeiten vertreten. 1939 erwarb dort Hitler die Bronze-Statue „Deutsche Frau“.
Sein jüngerer Bruder war der Bildhauer Rudolf Stocker (1879–1949). Stocker – wie sein Bruder – gehörte der Stuttgarter Freimaurerloge Wilhelm zur aufgehenden Sonne an. Er wurde auf dem Stuttgarter Pragfriedhof beerdigt.

## Werk
- 1905 Standbild Hegels nach einem Modell des Bildhauers Georg Rheineck an der Front des Stuttgarter Rathauses zur Eichstraße[3]
- 1905 Friedrich List-Büste für die Bopseranlage in Stuttgart, → Abbildung
- 1908 zum 60. Geburtstag des Königs stiftete der Unternehmer Ernst von Sieglin den Weißenburgbrunnen in der Alexanderstrasse, mit der Figur Das Sinnende Mädchen.[4]
- 1911 entstand für die Attika des Großen Hauses des Stuttgarter Staatstheaters die Steinfigur Die Musik und 4 allegorische Reliefs aus Bronze für die Königsloge – Schauspiel, Trauerspiel, Lustspiel und Tanz.
- 1912 wurde die Bronzegruppe Bocksprung für den Brunnen des Zeppelin-Gymnasiums am Stöckach in Stuttgart gefertigt. Die Figur eines nackten Knäbleins mit einem Böcklein sollte ein „Sinnbild von Jugend und Frohsinn“ darstellen.[5]
- Jugendstil-Grabmal des Frauenarztes Otto Gutbrod, Hauptfriedhof Heilbronn Von Stocker geschaffenes Grabmal des Frauenarztes Otto Gutbrod auf dem Hauptfriedhof Heilbronn

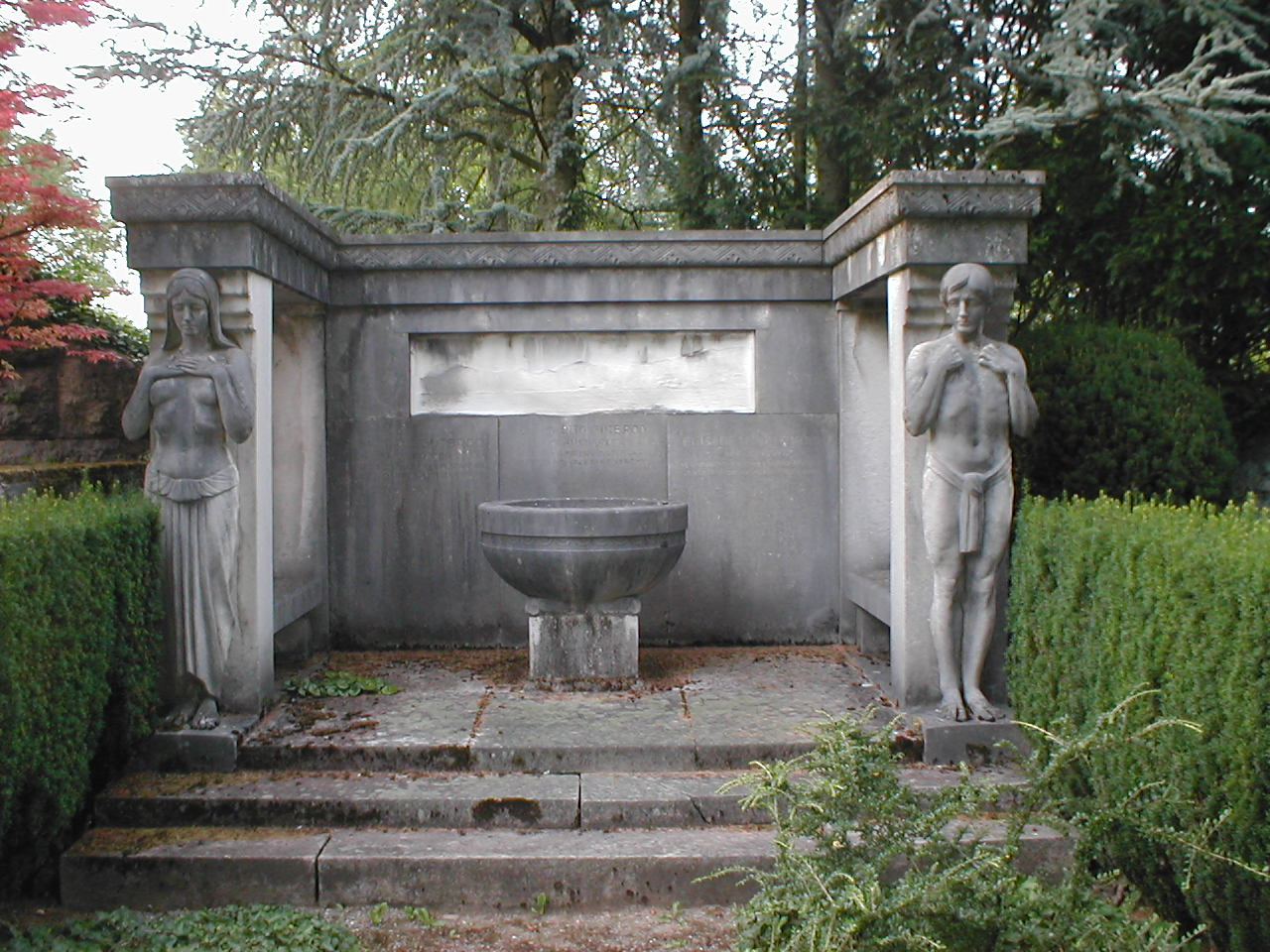
Von Stocker geschaffenes Grabmal des Frauenarztes Otto Gutbrod auf dem Hauptfriedhof Heilbronn

Kriegs- und Nachkriegszeit veränderten die Art der Aufträge.
- 1929 Gefallenendenkmal „Ohnmacht und Wille“ in der Ehrenhalle des Friedhofs Feuerbach für die Gefallenen des Ersten Weltkrieges[6]
- Für die Garnisonskirche in Ulm entstanden die beiden Apostelfiguren „Johannes und Paulus“.

Es entstanden Porträtbüsten zum Beispiel von seiner Frau und seiner Schwester, beide in Marmor, von dem Anatomen Paul Clemens von Baumgarten in Tübingen, von dem Unternehmer Albert Boehringer in Ingelheim und dem Flugzeugingenieur Hanns Klemm.
Stocker war auch als Medailleur tätig.